# نظام انتخابي مختلط

الدول التي تستخدم نظام انتخابي مختلط لانتخاب مجلس النواب أو الهيئة التشريعية المكونة من غرفة واحدة.

النظام الانتخابي المختلط (بالإنجليزية: Mixed electoral system)‏ هو النظام الذي يستخدم أنظمة انتخابية مختلفة لانتخاب مقاعد متعددة في الهيئة التشريعية. في أغلب الأحيان، يتضمن هذا النظام مكونًا يعتمد على قاعدة "الفائز يأخذ كل شيء" إلى جانب مكون يعتمد على التمثيل النسبي. قد تكون نتائج التركيبة إما نظام التمثيل النسبي المختلط (MMP)، حيث تكون النتائج الإجمالية للانتخابات متناسبة، أو نظام الأغلبية المختلط، حيث تكون النتائج الإجمالية شبه متناسبة، مع الاحتفاظ بعناصر عدم التناسب الناتجة عن المكون الأغلبي. تُسمى الأنظمة التي تستخدم أنواعًا متعددة من التركيبات أحيانًا بالأنظمة "فائقة الاختلاط" (supermixed).
غالبًا ما تجمع أنظمة الأعضاء المختلطة أيضًا بين التمثيل المحلي (غالبًا الدوائر الانتخابية ذات العضو الواحد) مع التمثيل الإقليمي أو الوطني (الدوائر الانتخابية متعددة الأعضاء)، والتي تحتوي على مستويات متعددة. وهذا يعني أيضًا أن الناخبين غالبًا ما ينتخبون أنواعًا مختلفة من الممثلين الذين قد يكون لديهم أنواع مختلفة من الدوائر الانتخابية. وقد يتم انتخاب بعض الممثلين عن طريق الانتخابات الشخصية حيث يصوت الناخبون للمرشحين، وبعضهم عن طريق انتخابات القائمة حيث يصوت الناخبون للقوائم الانتخابية للأحزاب.
في أغلب الأنظمة المختلطة، يمكن لكل ناخب أن يؤثر على جوانب الانتخابات القائمة على الدوائر الانتخابية والتمثيل النسبي، كما هو الحال في التصويت الموازي؛ ومع ذلك، فإن بعض البلدان لديها أنظمة انتخابية متعددة متعايشة، كل منها ينطبق على ناخبين مختلفين.

## أنواع الأنظمة المختلطة

### تخصيص المقاعد التعويضية/غير التعويضية
غالبًا ما يتم التمييز بشكل كبير بين الأنظمة التعويضية المختلطة والأنظمة غير التعويضية المختلطة. في كلا النوعين من الأنظمة، يتم تخصيص مجموعة واحدة من المقاعد باستخدام طريقة التعددية أو الأغلبية، وعادة ما يكون ذلك باستخدام نظام الفائز الأول. ويتم تخصيص المقاعد المتبقية للأحزاب السياسية جزئيًا أو كليًا على أساس أسلوب التخصيص النسبي مثل أعلى المتوسطات أو المتبقي الأكبر. الفرق هو ما إذا كانت نتائج الانتخابات المحلية سوف تؤخذ في الاعتبار عند تخصيص مقاعد التمثيل النسبي أم لا.
في الأنظمة غير التعويضية المختلطة، مثل التصويت الموازي، يتم إجراء التخصيص النسبي بشكل مستقل عن عنصر الانتخابات المحلية.
في الأنظمة التعويضية المختلطة، يتم تخصيص المقاعد التكميلية بطريقة تعوض قدر الإمكان عن عدم التناسب الناتج عن انتخابات الدوائر. ينتج نظام التمثيل النسبي المختلط عمومًا نتائج انتخابية متناسبة، وهذا يعني أن الحزب السياسي الذي يفوز بنسبة n % من الأصوات سيحصل على ما يقرب من n % من المقاعد.
يوضح المثال الافتراضي التالي المستند إلى المثال الذي قدمه ماسيكوت (Massicotte) كيف يتم تخصيص مقاعد التمثيل النسبي "التكميلية" عادةً في نظام تعويضي وفي نظام غير تعويضي. يفترض المثال وجود جمعية تشريعية مكونة من 200 مقعد، حيث يتم ملء 100 مقعد باستخدام نظام الفوز للأكثر أصواتا (FPTP)، ويتم منح المقاعد المائة الأخرى للأحزاب باستخدام شكل من أشكال التمثيل النسبي. يوضح الجدول أدناه نتائج التصويت الشعبي ونظام (FPTP). ويعتمد عدد مقاعد التمثيل النسبي المخصصة لكل حزب على ما إذا كان النظام تعويضيًا أم غير تعويضي.
| الحزب | الحزب   | التصويت الشعبي | مقاعد نظام الفوز للأكثر أصواتا (FPTP) | مقاعد التمثيل النسبي (PR) | إجمالي المقاعد (FPTP + PR) | مقاعد نظام الفوز للأكثر أصواتا |
| ----- | ------- | -------------- | ------------------------------------- | ------------------------- | -------------------------- | ------------------------------ |
|       | الحزب أ | 44%            | 64                                    | ؟                         | ؟                          |                                |
|       | الحزب ب | 40%            | 33                                    | ؟                         | ؟                          |                                |
|       | الحزب ج | 10%            | 0                                     | ؟                         | ؟                          |                                |
|       | الحزب د | 6%             | 3                                     | ؟                         | ؟                          |                                |
|       | المجموع | 100%           | 100                                   | 100                       | 200                        |                                |

في النظام غير التعويضي، يفوز كل حزب بحصته النسبية من مقاعد التمثيل النسبي البالغ عددها 100 مقعد. وفي ظل هذا النظام، فإن العدد الإجمالي للمقاعد (FPTP + PR) التي يحصل عليها كل حزب لن يكون متناسبا مع حصته من الأصوات الشعبية. يحصل الحزب (أ) على عدد أقل بقليل من الأصوات الشعبية من الحزب (ب)، لكنه يحصل على عدد أكبر بكثير من المقاعد. بالإضافة إلى نجاحه في منافسات المنطقة، يحصل الحزب (أ) على عدد من مقاعد التمثيل النسبي يكاد يكون مساوياً لما حصل عليه الحزب (ب).
| الحزب | الحزب   | التصويت الشعبي | مقاعد نظام الفوز للأكثر أصواتا | مقاعد التمثيل النسبي (غير تعويضية) | إجمالي المقاعد (FPTP + PR) | مقاعد التمثيل النسبي (غير تعويضية) | إجمالي المقاعد (FPTP + PR) |
| ----- | ------- | -------------- | ------------------------------ | ---------------------------------- | -------------------------- | ---------------------------------- | -------------------------- |
|       | الحزب أ | 44%            | 64                             | 44                                 | 108 (54% من المجلس)        |                                    |                            |
|       | الحزب ب | 40%            | 33                             | 40                                 | 73 (36.5% من المجلس)       |                                    |                            |
|       | الحزب ج | 10%            | 0                              | 10                                 | 10 (5% من المجلس)          |                                    |                            |
|       | الحزب د | 6%             | 3                              | 6                                  | 9 (4.5% من المجلس)         |                                    |                            |
|       | المجموع | 100%           | 100                            | 100                                | 200                        |                                    |                            |

إذا تم تخصيص مقاعد التمثيل النسبي وفقًا لنظام تعويضي، فإن العدد الإجمالي للمقاعد الممنوحة لكل حزب يتناسب مع حصة الحزب من الأصوات الشعبية. فوز الحزب (ب) بـ 33 من مقاعد المنطقة، وحصته النسبية من المقاعد الـ 200 التي يتم شغلها هي 80 مقعدًا (40 في المائة من إجمالي 200 مقعد) (نفس حصته من التصويت الشعبي)، لذلك يُمنح 47 من مقاعد التمثيل النسبي.
| الحزب | الحزب   | التصويت الشعبي | مقاعد نظام الفوز للأكثر أصواتا | مقاعد التمثيل النسبي (تعويضية) | إجمالي المقاعد (FPTP + PR) | مقاعد التمثيل النسبي (تعويضية) | إجمالي المقاعد (FPTP + PR) |
| ----- | ------- | -------------- | ------------------------------ | ------------------------------ | -------------------------- | ------------------------------ | -------------------------- |
|       | الحزب أ | 44%            | 64                             | 24                             | 88 (44% من المجلس)         |                                |                            |
|       | الحزب ب | 40%            | 33                             | 47                             | 80 (40% من المجلس)         |                                |                            |
|       | الحزب ج | 10%            | 0                              | 20                             | 20 (10% من المجلس)         |                                |                            |
|       | الحزب د | 6%             | 3                              | 9                              | 12 (6% من المجلس)          |                                |                            |
|       | المجموع | 100%           | 100                            | 100                            | 200                        |                                |                            |

في الممارسة العملية، يصبح تخصيص المقاعد التعويضية مُعقدًا بسبب احتمال فوز حزب واحد أو أكثر بالعديد من مقاعد المنطقة ("مقعد فائض") بحيث يصبح عدد مقاعد التمثيل النسبي المتاح غير كافٍ لإنتاج نتيجة متناسبة تمامًا. تحتوي بعض أنظمة التعويض المختلطة على قواعد تعالج هذه المواقف عن طريق إضافة مقاعد تمثيل نسبي إضافية لتحقيق التمثيل النسبي الإجمالي. يتم استخدام هذه المقاعد فقط حتى الانتخابات التالية، ما لم تكن هناك حاجة إليها مرة أخرى في ذلك الوقت.
الطريقتان الشائعتان اللتان تتم بهما عملية التعويض هما تعويض ربط المقعد (أو التكميل) وتعويض ربط التصويت (أو نقل التصويت)  مثل النظام المختلط غير التعويضي، قد يعتمد النظام المختلط التعويضي على التصويت الفردي المختلط (يصوت الناخبون لصالح مرشح محلي ويُستخدم هذا التصويت لتحديد حصة الحزب من التصويت الشعبي للحزب الذي ينتمي إليه المرشح) أو قد يعتمد على قيام الناخبين بالإدلاء بصوتين منفصلين.
| الأنظمة المختلطة التعويضية     | الأنظمة المختلطة التعويضية                                              | الأنظمة المختلطة التعويضية                                                                                                 |
|                                | أنظمة التصويت الفردي                                                    | أنظمة التصويت المزدوج |
| ------------------------------ | ----------------------------------------------------------------------- | --- |
| ربط المقعد                     | إصدار تصويت فردي مختلط، إصدارات تكميلية (MSV) - صوت واحد (ليسوتو)       | "التكميل بالصوتين" - التمثيل النسبي المختلط على نطاق واسع (MMP) - نظام الأعضاء الإضافيين (AMS) - التصويت البديل زائد (AV+) |
| ربط المقعد                     | إصدار تصويت فردي مختلط، إصدارات تكميلية (MSV) - صوت واحد (ليسوتو)       | الهجينة: على سبيل المثال، التصويت الموازي + تعويض ربط المقاعد (كوريا الجنوبية)                                             |

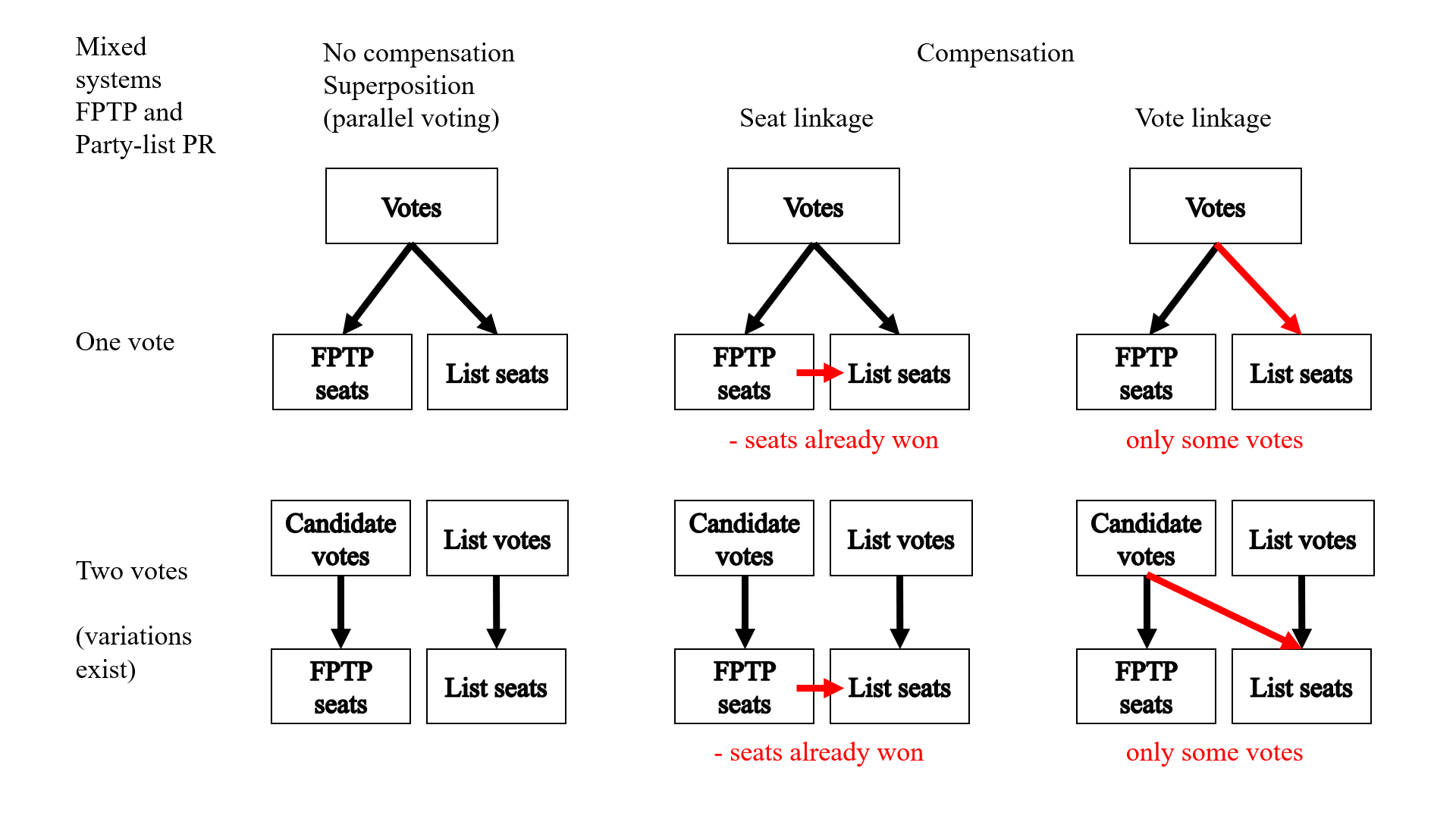
مقارنة بين أكثر أنواع الأنظمة المختلطة ثنائية المستويات شيوعًا من حيث عدد الأصوات والتعويضات

| ربط التصويت                    | نقل التصويت الإيجابي (PVT) - المجر (الانتخابات المحلية)                 | الهجائن: - التصويت الموازي+PVT (المجر) - نقل الأصوات السلبية/سكوربورو (إيطاليا، 1993-2005)                                 |
| ربط التصويت                    | أنظمة أخرى:                                                             | |
| ربط التصويت                    | نظام نسبي ثنائي العضوية (DMP)                                           | التصويت المختلط القابل للتحويل (MBTV)                                                                                      |
| الأنظمة المختلطة غير التعويضية |                                                                         | |
|                                | أنظمة التصويت الفردي                                                    | أنظمة التصويت المزدوج |
| لا يوجد رابط                   | -                                                                       | التصويت الموازي |
| ربط التصويت                    | تصويت واحد مختلط، تراكب - البديل الإيطالي (Rosatellum)                  | - |
| ربط المقعد                     | قائمة المقاعد المتناسبة مع مقاعد نظام الانتخاب الفردي المباشر - باكستان | - |

### أنواع التركيبات

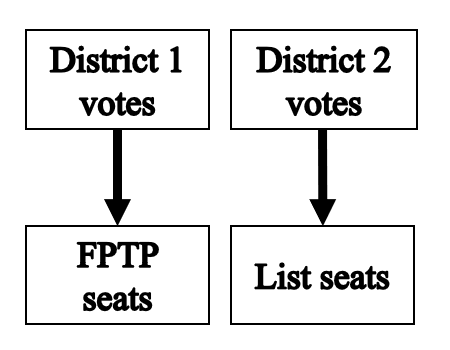
رسم بياني لنظام انتخابي مختلط يرتكز على التعايش ويجمع بين نظام الفائز بالأكثرية والتمثيل النسبي على أساس القائمة الحزبية.

بعيدًا عن التصنيف التعويضي/غير التعويضي، من الممكن إجراء تصنيف أكثر تفصيلاً استنادًا إلى كيفية ارتباط الأنظمة المكونة ببعضها البعض، وفقًا للأدبيات الأكاديمية. فيما يلي جدول للفئات المختلفة للأنظمة الانتخابية المختلطة استنادًا إلى الأنواع الخمسة الرئيسية التي حددها "ماسيكوت" و"بليز" (Massicotte & Blais). وفقًا لمصطلحاتهما، يُشار إلى طرق التعويض باسم "التعويض" (compensation)، ويُشار إليها باسم "التصحيح" (correction)، في حين يوجد نوع آخر من التركيبات التابعة، يُسمى العلاقة الشرطية بين الأنظمة الفرعية. وفي الوقت نفسه، قد تحتوي الأنظمة المختلطة المكونة من مجموعات مستقلة على طبقات محلية ووطنية/إقليمية (تسمى التراكب)، ولكن بعضها يحتوي على طبقة واحدة واسعة النطاق (وطنية)، مثل نظام مكافأة الأغلبية (الاندماج) أو طبقة واحدة فقط للتمثيل المحلي/الإقليمي (تسمى التعايش).
هناك أيضًا أنظمة فائقة الاختلاط (supermixed systems)، مثل النظام الانتخابي التناسبي الريفي الحضري (RUP)، وهو نظام مختلط هجين يستخدم مستويين: يستخدم المستوى الأدنى نظامًا تناسبيًا، مثل التمثيل النسبي لقائمة الأحزاب أو الصوت الواحد القابل للتحويل، في المناطق الحضرية، ويستخدم المستوى الأعلى نظام التمثيل النسبي المختلط (وهو في حد ذاته نظام مختلط) إما في المناطق الريفية وحدها أو في جميع المناطق.
| التركيبة            | النوع                        | الخصائص                                                        | النظام | أمثلة للاستخدام                                  |
| ------------------- | ---------------------------- | -------------------------------------------------------------- | --- | ------------------------------------------------ |
| تركيبة مستقلة       | الاندماج                     | يتم استخدام صيغتين في كل دائرة (أو دائرة واحدة لجميع الناخبين) | مكافأة الأغلبية (MBS) | فرنسا (المحلية)، بولينيزيا الفرنسية[بحاجة لمصدر] |
| تركيبة مستقلة       | التعايش (Coexistence) (هجين) | تستخدم دوائر مختلفة أنظمة مختلفة في نفس المستوى                | على سبيل المثال (FPTP/SMP) في الدوائر الفردية، (القائمة-PR) في الدوائر متعددة الأعضاء                                                          | جمهورية الكونغو الديمقراطية، بنما                |
| تركيبة مستقلة       | التراكب (Superposition)      | تستخدم مستويات مختلفة أنظمة مختلفة                             | التصويت الموازي (على سبيل المثال FPTP/SMP محلياً، القائمة-PR وطنياً)                                                                             | ليتوانيا، روسيا                                  |
| تركيبة مستقلة       | التراكب (Superposition)      | تستخدم مستويات مختلفة أنظمة مختلفة                             | التصويت الفردي بنظام مختلط للغالبية (على سبيل المثال FPTP/SMP محلياً، القائمة-PR وطنياً)                                                         | إيطاليا، باكستان                                 |
| تركيبة معتمدة       | التصحيح (التعويض)            | تستخدم صيغة واحدة نتائج أخرى للتعويض                           | ربط المقاعد (Seat linkage) نظام مختلط مع تصحيح جزئي للمقاعد الزائدة: نيوزيلندا التمثيل النسبي المختلط (MMP)                                    | نيوزيلندا                                        |
| تركيبة معتمدة       | التصحيح (التعويض)            | تستخدم صيغة واحدة نتائج أخرى للتعويض                           | ربط المقاعد نظام مختلط بدون تصحيح للمقاعد الزائدة: المملكة المتحدة نظام الأعضاء الإضافيين (AMS) - نسخة أقل تناسبية من (MMP)                    | اسكتلندا                                         |
| تركيبة معتمدة       | التصحيح (التعويض)            | تستخدم صيغة واحدة نتائج أخرى للتعويض                           | التصويت الفردي مع ربط المقاعد (لنظام التمثيل النسبي المختلط)                                                                                   | ليسوتو                                           |
| تركيبة معتمدة       | التصحيح (التعويض)            | تستخدم صيغة واحدة نتائج أخرى للتعويض                           | التصويت الفردي مع نقل التصويت التعويضي (نصف تناسبي)                                                                                            | المجر (المحلية)                                  |
| تركيبة معتمدة       | شرطي                         | يحدد نتيجة صيغة واحدة صيغة أخرى                                | على سبيل المثال، التصويت الكتلوي الحزبي الشرطي: الحزب الذي يحصل على أكثر من 50٪ يحصل على جميع المقاعد، وإلا يتم توزيع جميع المقاعد بشكل تناسبي | -                                                |
| تركيبة من التركيبات | فائق الاختلاط                | التراكب + التصحيح                                              | سكوربورو (Scorporo)/ نقل التصويت السالب (NVT)، التصويت الموازي + PVT                                                                           | المجر                                            |
| تركيبة من التركيبات | فائق الاختلاط                | التراكب + التصحيح                                              | التصويت الموازي + ربط المقاعد | كوريا الجنوبية                                   |
| تركيبة من التركيبات | فائق الاختلاط                | التراكب + الاندماج                                             | نظام المكافأة بالأغلبية الوطني في القائمة-PR الإقليمية                                                                                         | اليونان                                          |
| تركيبة من التركيبات | فائق الاختلاط                | التراكب + التعايش                                              | على سبيل المثال، يتم انتخاب البعض بنظام التمثيل النسبي في دائرة وطنية واحدة، والبعض الآخر يتم انتخابه محلياً بنظام الأغلبية                     | الإكوادور                                        |
| تركيبة من التركيبات | فائق الاختلاط                | التعايش + الشرطي                                               | على سبيل المثال (FPTP/SMP) في الدوائر الفردية، التصويت الكتلوي الحزبي الشرطي في الدوائر متعددة الأعضاء                                         | الكاميرون، تشاد                                  |
| تركيبة من التركيبات | فائق الاختلاط                | التعايش + التصحيح                                              | التمثيل النسبي بين الريف والحضر (RUP) | الدنمارك (سابقاً)، أيسلندا (سابقاً)                |
| تركيبة من التركيبات | فائق الاختلاط                | شرطي + تصحيح + اندماج                                          | أنظمة المكافأة للأغلبية، وخاصة النسخ ذات الجولات الثانية                                                                                       | أرمينيا، سان مارينو                              |
| تركيبة من التركيبات | فائق الاختلاط                | الاندماج + التصحيح                                             | التمثيل النسبي بالعضو المزدوج (DMP) | -                                                |

في النظام الهجين، يتم استخدام صيغ انتخابية مختلفة في سياقات مختلفة. قد يظهر ذلك في التعايش، عندما تستخدم أساليب مختلفة في مناطق مختلفة من البلد، كما هو الحال عندما يستخدم نظام الفوز للأكثر أصواتا (FPTP) في الدوائر الانتخابية ذات العضو الواحد، ونظام التمثيل النسبي (PR) في الدوائر الانتخابية متعددة الأعضاء، ولكن كل ناخب هو عضو في دائرة انتخابية واحدة فقط (طبقة واحدة). لا يشار إلى بعض الأنظمة الهجينة عمومًا على أنها أنظمة مختلطة، كما هو الحال عندما تكون مناطق (FPTP) هي الاستثناء (على سبيل المثال الدائرة الانتخابية في الخارج) وتكون القائمة النسبية هي القاعدة، وعادةً ما يُعتبر النظام العام متناسبًا. وبالمثل، عندما يكون نظام (FPTP) في الدوائر الانتخابية ذات العضو الواحد ويتم استخدام التصويت الكتلي (أو التصويت الكتلي الحزبي) في الدوائر الانتخابية متعددة الأعضاء، يشار إلى النظام على أنه نظام أغلبي، حيث أن جميع مكوناته أغلبية. لا يُشار إلى معظم الأنظمة المختلطة على أنها أنظمة هجينة

### الأغلبية المختلطة والتناسبية المختلطة
هناك تمييز آخر بين الأنظمة الانتخابية المختلطة وهو بين التمثيل النسبي المختلط الأعضاء (MMP) والتمثيل الأغلبي المختلط الأعضاء (MMM).

#### التصويت الموازي
التصويت الموازي هو نظام مختلط غير تعويضي مع مستويين من الممثلين: مستوى من ممثلي المنطقة الفردية المنتخبين بطريقة التعددية / الأغلبية مثل (FPTP / SMP)، ومستوى من الممثلين الإقليميين أو العموميين المنتخبين بطريقة نسبية منفصلة مثل التمثيل النسبي لقائمة الأحزاب. يتم استخدامه للغرفة الأولى (المجلس الأدنى) في العديد من البلدان بما في ذلك اليابان وروسيا.
يوفر هذا النوع من التصويت الموازي نتائج شبه متناسبة، ولكن غالبًا ما يشار إليه باسم التمثيل الأغلبي المختلط الأعضاء، حيث يعني الافتقار إلى التعويض أن كل حزب يمكنه الاحتفاظ بجميع المقاعد المتبقية التي قد يفوز بها على الجانب الأغلبي من النظام الانتخابي.

#### أنظمة تعويض ربط المقعد
مثل التصويت الموازي، فإن نظام التمثيل النسبي المختلط ونظام التصويت العام (AMS) لديهما أيضًا طبقة من ممثلي المنطقة يتم انتخابهم عادةً عن طريق (FPTP)، وطبقة من الممثلين الإقليميين أو على نطاق واسع يتم انتخابهم عن طريق التمثيل النسبي. على عكس التصويت الموازي، فإن نظامي التمثيل النسبي المختلط والتصويت بالأغلبية النسبية هما نظامان تعويضيان مختلطان، وهذا يعني أن مقاعد التمثيل النسبي يتم تخصيصها بطريقة تصحح عدم التناسب الناجم عن مستوى المنطقة. يقوم نظام التمثيل النسبي المختلط بتصحيح التفاوتات من خلال إضافة عدد من مقاعد التسوية حسب الحاجة، ويستخدم هذا النظام في ألمانيا ونيوزيلندا.
النوع من نظام التمثيل النسبي المختلط المستخدم في المملكة المتحدة والذي لا يعطي دائمًا نتائج نسبية، ولكن في بعض الأحيان يعطي فقط "تمثيلًا شبه نسبي مختلط" يسمى نظام العضو الإضافي. إذا كان العدد الثابت من المقاعد التعويضية كافياً لتعويض نتائج الجانب الأغلبي من الانتخابات (FPTP/SMP)، فإن نظام (AMS) يعادل نظام (MMP)، ولكن إذا لم يكن الأمر كذلك، فإن نظام (AMS) لا يعوض عن المقاعد الفائضة المتبقية. تميل نماذج (AMS) المستخدمة في أجزاء من المملكة المتحدة (اسكتلندا وويلز سابقًا)، مع مناطق صغيرة ذات عدد ثابت من المقاعد، إلى إنتاج نتائج انتخابية متناسبة إلى حد ما فقط.
في ليسوتو، حيث يتم استخدام نظام التصويت الفردي لربط المقاعد بعدد كبير نسبيًا من المقاعد التعويضية، تكون النتائج متناسبة عادةً.
(AV+) هو نظام تعويضي مختلط يشبه نظام العضو الإضافي، مع اختلاف ملحوظ وهو أن مقاعد الدائرة تُمنح باستخدام التصويت البديل. تم اقتراح هذا النظام من قبل لجنة جينكينز كبديل محتمل لنظام الفوز للأكثر أصواتا لانتخابات برلمان المملكة المتحدة.
إن نظام التمثيل النسبي المختلط ثنائي العضوية (DMP) هو نظام تعويضي مختلط يستخدم نفس المبدأ مثل المتغيرات الأكثر شيوعًا من نظام التمثيل النسبي المختلط، باستثناء أن مقاعد التعددية والتمثيل النسبي مقترنة ومخصصة للدوائر ذات العضوية المزدوجة (مقعدين). تم اقتراح نظام التصويت المباشر كبديل لنظام الفوز للأكثر أصواتا في الانتخابات الكندية، وظهر نظام (DMP) كخيار في استفتاء عام 2016 في جزيرة الأمير إدوارد واستفتاء عام 2018 في كولومبيا البريطانية.

#### أنظمة تعويض ربط الأصوات
تُشكّل أنظمة تعويض ربط الأصوات بديلاً لتعويض ربط المقاعد، والتي تستخدم حاليًا في المجر فقط كجزء من نظام فائق الاختلاط. وقد تم وصف مثل هذه الأنظمة المستخدمة (بشكل غير دقيق) بأنها نسبية مختلطة الأعضاء، ولكنها كانت أكثر شيوعًا بين نظام (MMP) ونظام (MMM) في طبيعتها، أو أقرب إلى التمثيل الأغلبي المختلط الأعضاء، مما يوفر القليل من القوة التعويضية.
نظام التصويت المختلط القابل للتحويل (MBTV) هو نوع تعويضي مختلط من الأنظمة يشبه (MSV)، إلا أن الناخبين يمكنهم التصويت بشكل منفصل لمرشح محلي وكتصويت نقل على المستوى التعويضي. وهو يختلف عن نظامي (MMP/AMS) و(AV+) في وجود رابط تصويت (بدلاً من رابط مقاعد) بين المستويات. يتم ربط الجزأين من الاقتراع المزدوج بطريقة يتم فيها احتساب أصوات القوائم فقط، والتي تكون على بطاقات الاقتراع التي ستكون أصوات منقولة في نظام (MSV) لنقل الأصوات الإيجابية المكافئة.
نظام "سكوربو" (Scorporo) هو نظام مختلط من مستويين يشبه نظام التمثيل النسبي المختلط حيث يتمتع الناخبون بصوتين (واحد لمرشح محلي في المستوى الأدنى، وواحد لقائمة حزبية في المستوى الأعلى)، باستثناء أن التفاوت الناجم عن مستوى الدائرة ذات العضو الواحد يتم معالجته جزئيًا من خلال آلية نقل الأصوات. يتم استبعاد الأصوات التي تعتبر حاسمة لانتخاب المرشحين الفائزين بالمنطقة من تخصيص مقاعد التمثيل النسبي، ولهذا السبب يشار إلى الطريقة المستخدمة من قبل سكوربو باسم نظام نقل الأصوات السلبية. تم استخدام النظام في إيطاليا من عام 1993 إلى عام 2005

#### أنظمة مكافأة الأغلبية والجوائز الكبرى الأغلبية

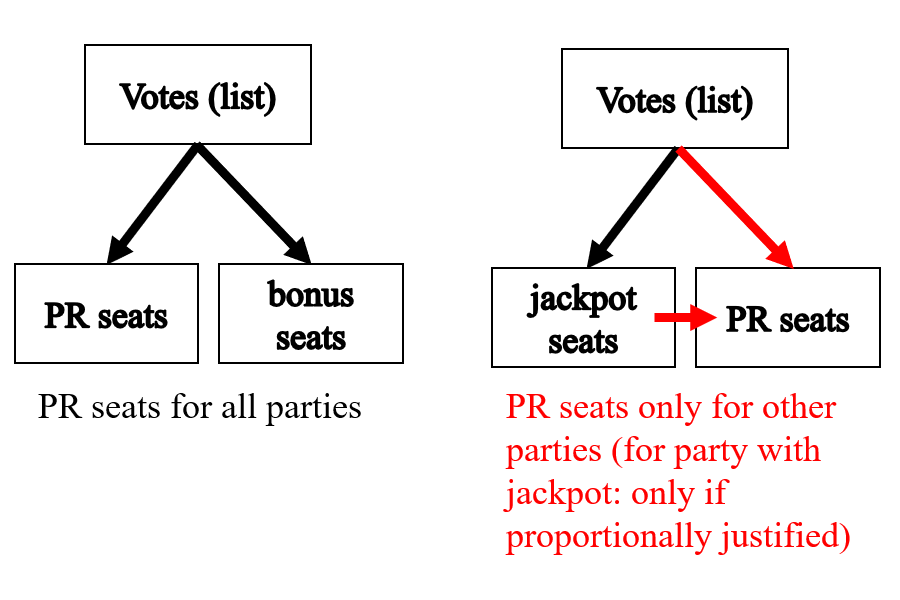
يُطلق على نظام المكافأة البسيط (على اليسار) أيضًا اسم نوع الاندماج للنظام المختلط. يمزج بين صيغتي (FPTP) والتمثيل النسبي في نفس المنطقة والمستوى. نظام الأغلبية الكبرى (على اليمين) هو نظام فائق الاختلاط (supermixed system) يحتوي على عنصر مشروط وتعويضي أيضًا.

تمت الإشارة إلى الأنظمة الانتخابية ذات المكافأة أو الأغلبية الكبرى باسم "الأنظمة المختلطة غير التقليدية" (unconventional mixed systems)، والتي تندرج ضمن نوع الأغلبية المختلطة، ولكنها قد تكون تعويضية (أغلبية كبرى) أو غير تعويضية (مكافأة). وقد تم استخدام هذا النظام في أرمينيا واليونان وسان مارينو، وكذلك إيطاليا من عام 2006 إلى عام 2013، حيث تساعد مكافأة الأغلبيّة الحزب أو التحالف الأكثر شعبية على الفوز بأغلبية المقاعد بأقلية من الأصوات، وهو ما يشبه من حيث المبدأ أنظمة التعددية/الأغلبية. ومع ذلك، يتم استخدام التمثيل النسبي لتوزيع بقية المقاعد (أحيانًا بين أحزاب المعارضة فقط) وربما داخل التحالف الحاكم.

### عدد الاصوات

#### التصويت المزدوج
تسمح معظم الأنظمة المختلطة للناخبين بالإدلاء بأصوات منفصلة لصيغ مختلفة من النظام الانتخابي، بما في ذلك:
- التصويت الموازي
- معظم أنظمة "MMP"
- AV+ (التصويت الأول هو الاقتراع التراتبي)
- سكوربو

#### تصويت فردي مختلط (MSV)
التصويت بالبطاقة المقسمة هو نوع من الأنظمة المختلطة التي تستخدم صوتًا واحدًا فقط يعمل كتصويت لمرشح محلي وكتصويت لقائمة حزبية، ولا يكون التصويت بالبطاقة المقسمة ممكنًا. تم استخدام النظام في ألمانيا بنظام نسبي مختلط، ويُستخدم حاليًا في المجر بنظام شبه نسبي وكذلك في إيطاليا بنظام غير تعويضي. تشمل الأنظمة المختلطة الأخرى التي تستخدم صوتًا واحدًا أنظمة المكافآت/الأغلبية الكبرى ونظام (DMP).
أما الأنظمة الأخرى التي تعتبر عادة مختلطة، والتي تستخدم صوتًا واحدًا، فهي:
- مكافأة الأغلبية والأغلبية الكبرى (تصويت قائمة حزبية واحدة)
- (DMP) (تصويت لمرشح واحد أو قائمة مرشحين)

كانت أنظمة التمثيل النسبي المستخدمة سابقًا في الدنمارك وأيسلندا تستخدم نظام الصوت الواحد، والذي ينطبق على الدوائر الانتخابية من الدرجة الأدنى - نظام الفز للأكثر أصواتا في الدوائر الانتخابية الريفية ذات العضو الواحد، ونظام التمثيل النسبي حسب القائمة في الدوائر الانتخابية الحضرية متعددة الأعضاء - وعلى المقاعد الوطنية على المستوى الأعلى (وفي الدنمارك، أيضًا على المقاعد الإقليمية على المستوى المتوسط في المناطق الريفية). يتضمن تنفيذ نظام التصويت المتعدد الأعضاء المقترح في كندا إنشاء دوائر انتخابية حضرية متعددة الأعضاء تستخدم صوتًا واحدًا قابلًا للتحويل، إلى جانب دوائر انتخابية ريفية ذات عضو واحد مجمعة في مناطق كبيرة متعددة الأعضاء؛ الدوائر الريفية والمناطق المقابلة لها.

#### التصويت المزدوج المتزامن (DSV)
التصويت المتزامن هو تصويت واحد يستخدم في أكثر من انتخابات تُعقد في وقت واحد، مما يعني أنه لا يُنظر إليه عادةً على أنه نظام مختلط.[بحاجة لمصدر]

## قائمة الدول التي تستخدم الأنظمة المختلطة
يوضح الجدول أدناه البلدان التي تستخدم نظامًا انتخابيًا مختلطًا للغرفة الأساسية (الأدنى) للهيئة التشريعية. تم استبعاد البلدان ذات الأنظمة الهجينة القائمة على التعايش من الجدول، وكذلك البلدان التي تمزج بين نظامين تعدديين/أغلبية. (انظر أيضًا القائمة الكاملة للأنظمة الانتخابية حسب البلد [الإنجليزية])
| الدولة                                        | الهيئة                                                                              | آخر انتخابات (السنة)                                                     | نوع النظام المختلط            | عدد المقاعد لكل دائرة انتخابية | النظام المختلط                                                     | الأنظمة الانتخابية المكونة | إجمالي المقاعد       | عدد الأصوات            | النتائج الاعتيادية             | ملاحظات |
| --------------------------------------------- | ----------------------------------------------------------------------------------- | ------------------------------------------------------------------------ | ----------------------------- | --- | ------------------------------------------------------------------ | --- | -------------------- | ---------------------- | ------------------------------ | --- |
| انتخابات في أندورا ‏                           | المجلس العام لأندورا                                                                | 2023                                                                     | غير تعويضي                    | 2 (دوائر محلية)، 14 (دائرة انتخابية على مستوى الدولة) | تصويت موازي (superposition)                                        | Party block voting (PBV) and party-list PR | 28                   | 2                      | شبه متناسب                     | قوائم الأبرشية والقائمة الوطنية مستقلة عن بعضها البعض: لا يمكن للشخص نفسه أن يظهر في كل من القائمة الوطنية وقائمة الأبرشية، ويصوت الناخبون باستخدام ورقتي اقتراع منفصلتين (ولا يُشترط التصويت لنفس الحزب في كلا القائمتين). |
| انتخابات في الأرجنتين ‏                        | محافظة قرطبة                                                                        | 2019                                                                     | غير تعويضي                    | 1 (local districts), 44 (nationwide constituency) | تصويت موازي (التراكب)                                              | | 70                   | 2                      | شبه تناسبي (Semi-proportional) | |
| انتخابات في الأرجنتين ‏                        | محافظة ريو نيغرو                                                                    |                                                                          | غير تعويضي (Non-compensatory) | |                                                                    | |                      |                        | شبه تناسبي                     | |
| انتخابات في الأرجنتين ‏                        | محافظة سان خوان                                                                     |                                                                          | غير تعويضي                    | |                                                                    | |                      |                        | شبه تناسبي                     | |
| انتخابات في الأرجنتين ‏                        | محافظة سانتا كروز                                                                   |                                                                          | غير تعويضي                    | |                                                                    | |                      |                        | شبه تناسبي                     | |
| انتخابات في أرمينيا ‏                          |                                                                                     |                                                                          | Partially compensatory        | | Majority jackpot system                                            | التمثيل النسبي لقائمة الأحزاب + تذكرة عامة (PBV)                                                                                               |                      |                        | شبه تناسبي                     | |
| انتخابات في بوليفيا ‏                          | Chamber of Deputies                                                                 | 2020                                                                     | Compensatory                  | 1 (local districts), ? (regional constituencies), 7 (indigenous seats elected by the usos y costumbres)                                                                        | Seat linkage MMP without levelling seats                           | First-past-the-post (FPTP/SMP) + Party-list PR                                                                                                 | 130                  | 2 (list ballot is DSV) | proportional                   | List ballots are a double simultaneous vote together with the presidential election |
| انتخابات في جيبوتي ‏                           | جمعية جيبوتي الوطنية                                                                | 2018                                                                     |                               | 3-28 |                                                                    | | 65                   |                        | شبه تناسبي                     | 80% of seats (rounded to the nearest integer) in each constituency are awarded to the party receiving the most votes (party block voting), remaining seats are allocated proportionally to other parties receiving over 10% (closed list، طريقة هوندت) |
| انتخابات في جورجيا ‏                           | البرلمان                                                                            | 2020                                                                     | غير تعويضي                    | | تصويت موازي (التراكب)                                              | | 150                  |                        | شبه تناسبي                     | |
| ألمانيا                                       | بوندستاغ (lower house of the federal parliament)                                    | 2021                                                                     | Compensatory                  | 1 (local districts), varies (regional constituencies), | نظام تمثيل نسبي مختلط (MMP) - with levelling seats                 | Party-list PR + First-past-the-post (FPTP/SMP)                                                                                                 | 598 + leveling seats | 2                      | proportional                   | Referred to as personalized proportional representation, in 1949 as a result of inter-party bargaining. Originally used single vote version, switched to two vote version before the 1953 election. |
| ألمانيا                                       | State parliaments, except - Bremen, - هامبورغ - سارلاند                             | varies by state                                                          | Compensatory                  | varies by state | نظام تمثيل نسبي مختلط (MMP) - with levelling seats                 | التمثيل النسبي لقائمة الأحزاب + الفوز للأكثر أصواتا (FPTP/SMP)                                                                                 | varies by state      | varies by state        | proportional                   | بافاريا uniquely uses an open-list system for its party-list seats. بادن-فورتمبيرغ uses MMP without lists. |
| الانتخابات في اليونان ‏                        | برلمان اليونان                                                                      | 2019                                                                     | غير تعويضي                    | | نظام مكافأة الأغلبية                                               | |                      |                        | شبه تناسبي                     | |
| انتخابات في غينيا ‏                            | جمعية غينيا الوطنية                                                                 | 2020                                                                     | غير تعويضي                    | 1 (local districts), 76 (national constituency) | تصويت موازي (التراكب)                                              | التمثيل النسبي لقائمة الأحزاب (حصة هير) + الفوز للأكثر أصواتا (FPTP/SMP)                                                                       | 114                  |                        | شبه تناسبي                     | |
| الانتخابات في المجر ‏                          | الجمعية الوطنية المجرية (Országgyűlés)                                              | 2018                                                                     | Partially compensatory        | 1 (local districts), 93 (national constituency) | Supermixed: تصويت موازي (التراكب) and صوت واحد مختلط ‏ (correction) | الفوز للأكثر أصواتا (FPTP/SMP) + التمثيل النسبي لقائمة الأحزاب                                                                                 | 199                  | 2                      | شبه تناسبي                     | |
| إيطاليا                                       | مجلس النواب الإيطالي                                                                | 2022                                                                     | غير تعويضي                    | 1 (147 single-member districts) 245 (national constituency, seats redistributed into 49 multi-member districts) 8 (Italians abroad constituency)                               | التراكب                                                            | التمثيل النسبي لقائمة الأحزاب + الفوز للأكثر أصواتا (FPTP/SMP)                                                                                 | 400                  | 1 (mixed single vote)  | شبه تناسبي                     | mixed single vote |
| إيطاليا                                       | مجلس الشيوخ الإيطالي                                                                | 2022                                                                     | غير تعويضي                    | 1 (74 single-member districts) varies, cannot be less than 2 (20 regional constituencies, seats redistributed into 26 multi-member districts) 4 (Italians abroad constituency) | التراكب                                                            | التمثيل النسبي لقائمة الأحزاب + الفوز للأكثر أصواتا (FPTP/SMP)                                                                                 | 200                  | 1 (mixed single vote)  | شبه تناسبي                     | mixed single vote |
| اليابان                                       | مجلس النواب الياباني                                                                | 2021                                                                     | غير تعويضي                    | 1 (local districts) | تصويت موازي (التراكب)                                              | الفوز للأكثر أصواتا (FPTP/SMP) and التمثيل النسبي لقائمة الأحزاب                                                                               | 465                  | 2                      | شبه تناسبي                     | |
| اليابان                                       | مجلس المستشارين (اليابان)                                                           |                                                                          | غير تعويضي                    | | تصويت موازي (التراكب)                                              | صوت واحد غير قابل للتحويل والتمثيل النسبي لقائمة الأحزاب                                                                                       |                      | 2                      | شبه تناسبي                     | |
| انتخابات في كوريا الجنوبية ‏ (كوريا الجنوببية) | الجمعية الوطنية                                                                     | 2024 ‏                                                                    | Partially compensatory        | 1 (local districts), 46 additional seats (seat linkage) | Seat linkage system (compensation)                                 | التمثيل النسبي لقائمة الأحزاب + الفوز للأكثر أصواتا (FPTP/SMP)                                                                                 | 300                  | 2                      | (semi-)proportional            | From 2019 to 2024: supermixed تصويت موازي (التراكب) and صوت واحد مختلط ‏ (correction), with 253 single-member constituencies, 17 supplementary seats (a la تصويت موازي), and 30 compensatory seats (seat linkage) Since 2024 only seat linkage compensatory system, with very few compensatory seats: de facto mixed-member majoritarian representation |
| انتخابات في كازاخستان ‏                        | Majilis                                                                             | 2023                                                                     | غير تعويضي                    | 1 (local districts), 69 (nationwide constituency) | تصويت موازي (التراكب)                                              | التمثيل النسبي لقائمة الأحزاب + الفوز للأكثر أصواتا (FPTP/SMP)                                                                                 | 98                   | 2                      | شبه تناسبي                     | |
| انتخابات في قيرغيزستان ‏                       | المجلس الأعلى في قرغيزستان                                                          | 2021                                                                     | غير تعويضي                    | 1 (local districts), 54 (nationwide constituency) | تصويت موازي (التراكب)                                              | التمثيل النسبي لقائمة الأحزاب + الفوز للأكثر أصواتا (FPTP/SMP)                                                                                 |                      | 2                      | شبه تناسبي                     | |
| انتخابات في ليسوتو ‏                           | National Assembly                                                                   | 2022                                                                     | Compensatory                  | 1 (local districts), 40 additional seats (seat linkage) | نظام تمثيل نسبي مختلط (compensation)                               | التمثيل النسبي لقائمة الأحزاب + الفوز للأكثر أصواتا (FPTP/SMP)                                                                                 | 120                  | 1 (mixed single vote)  | proportional                   | |
| الانتخابات في ليتوانيا ‏                       | البرلمان الليتواني                                                                  |                                                                          | غير تعويضي                    | | تصويت موازي (التراكب)                                              | اقتراع على دورتين والتمثيل النسبي لقائمة الأحزاب                                                                                               | 71                   |                        | شبه تناسبي                     | |
| انتخابات في موريتانيا ‏                        |                                                                                     |                                                                          |                               | |                                                                    | |                      |                        |                                | |
| Mexico                                        | Chamber of Deputies                                                                 | 2021                                                                     | Partially compensatory        | 1 (local districts), 40 (multi-member districts) | Supermixed تصويت موازي (التراكب) and conditional correction        | الفوز للأكثر أصواتا (FPTP/SMP) + التمثيل النسبي لقائمة الأحزاب (Largest remainder:حصة هير)                                                     |                      | 2                      | شبه تناسبي                     | Since 1996, a party cannot get more seats overall than 8% above its result nationally (i.e., to win 50% of the legislative seats, a party must win at least 42% of the vote nationwide). There are three exceptions on this rule: first, a party can only lose PR-seats due to this rule (and no plurality-seats); second, a party can never get more than 300 seats overall (even if it has more than 52% of the vote nationally); and third, a party can exceed this 8% rule if it wins the seats in the single-member districts. |
| Mexico                                        | Chamber of Senators                                                                 | 2018                                                                     | غير تعويضي                    | 3 (local districts), 32 (multi-member districts) | التراكب                                                            | تصويت محدد locally (2 seats from each constituency to largest party, 1 to the second largest party) + التمثيل النسبي لقائمة الأحزاب nationwide |                      | 1 (mixed single vote)  | شبه تناسبي                     | Since 1996, a party cannot get more seats overall than 8% above its result nationally (i.e., to win 50% of the legislative seats, a party must win at least 42% of the vote nationwide). There are three exceptions on this rule: first, a party can only lose PR-seats due to this rule (and no plurality-seats); second, a party can never get more than 300 seats overall (even if it has more than 52% of the vote nationally); and third, a party can exceed this 8% rule if it wins the seats in the single-member districts. |
| انتخابات في موناكو ‏                           |                                                                                     |                                                                          |                               | |                                                                    | |                      |                        |                                | |
| انتخابات في منغوليا ‏                          |                                                                                     |                                                                          |                               | |                                                                    | |                      |                        |                                | |
| Morocco                                       |                                                                                     |                                                                          |                               | |                                                                    | |                      |                        |                                | |
| انتخابات في نيبال ‏                            |                                                                                     |                                                                          |                               | |                                                                    | |                      |                        |                                | |
| انتخابات في نيوزيلندا ‏                        | House of Representatives                                                            | 2023                                                                     | Compensatory                  | 1 (local districts), 48 additional seats (seat linkage) + additional seats in case of overhang seats                                                                           | Seat linkage: mixed member proportional (MMP)                      | Party-list PR + First-past-the-post (FPTP/SMP)                                                                                                 | 120                  | 2                      | proportional                   | Following a long electoral reform process, beginning with the Royal Commission on the Electoral System in 1985 and ending with the 1993 referendum on the voting system. It was first used in an election in 1996. The system's use was reviewed by referendum in November 2011, with the majority (56.17%) voting to keep it. In 2020 general election, the Labour Party won 65 out of 120 seats, becoming the first party under MMP to receive a majority.                                                                        |
| انتخابات في باكستان ‏                          | المجلس الوطني الباكستاني                                                            |                                                                          | غير تعويضي                    | | التراكب,seat linkage non compensatory                              | الفوز للأكثر أصواتا (FPTP/SMP) for 272 seats + 70 members appointed by parties proportional with seats already won                             |                      | 1                      | majoritarian                   | |
| الفلبين                                       | مجلس نواب الفلبين                                                                   | 2019                                                                     | غير تعويضي                    | | تصويت موازي (التراكب)                                              | |                      |                        | شبه تناسبي                     | |
| روسيا                                         | مجلس الدوما                                                                         | 2021                                                                     | غير تعويضي                    | | تصويت موازي (التراكب)                                              | |                      |                        | شبه تناسبي                     | |
| انتخابات في سان مارينو ‏                       | المجلس الكبير العام                                                                 | 2019                                                                     | غير تعويضي                    | | نظام مكافأة الأغلبية                                               | |                      |                        | proportional (first round)     | |
| انتخابات في السنغال ‏                          | الجمعية الوطنية السنغالية                                                           | [2017                                                                    | غير تعويضي                    | |                                                                    | |                      |                        |                                | |
| انتخابات في سيشل ‏                             | جمعية سيشل الوطنية                                                                  | 2020                                                                     | غير تعويضي                    | |                                                                    | |                      |                        |                                | |
| South Africa                                  | Municipal elections including: - Local municipalities - Metropolitan municipalities | 2021                                                                     | Compensatory                  | 1 | MMP with ca. 50% FPTP and 50% seat linkage                         | Varies by municipality 7 - 270 |                      |                        |                                | Two ballots - one with FPTP candidates (Ward) and the other with just party names (PR). Compensatory seats are based on the sum of both ballots, effectively allocated using the D'Hondt method. |
| انتخابات في سريلانكا ‏                         |                                                                                     |                                                                          |                               | |                                                                    | |                      |                        |                                | |
| انتخابات في تايوان ‏(Republic of China)        | مجلس اليوان التشريعي                                                                | 2024                                                                     | غير تعويضي                    | | تصويت موازي (التراكب)                                              | |                      |                        |                                | |
| انتخابات في طاجكستان ‏                         | مجلس نواب طاجيكستان                                                                 | 2020                                                                     | غير تعويضي                    | | تصويت موازي (التراكب)                                              | |                      |                        |                                | |
| انتخابات في تنزانيا ‏                          | جمعية تنزانيا الوطنية 2020                                                          | غير تعويضي                                                               |                               | تصويت موازي (التراكب) |                                                                    | |                      |                        |                                | |
| انتخابات في تايلاند ‏                          | House of Representatives                                                            | next election, last election (2019) was held under نظام تمثيل نسبي مختلط | غير تعويضي                    | | تصويت موازي (التراكب)                                              | |                      | 2                      |                                | |
| المملكة المتحدة                               | انتخابات في إسكتلندا ‏ - البرلمان الإسكتلندي                                         |                                                                          | Compensatory                  | | Additional member system (AMS)                                     | |                      | شبه تناسبي             | 2                              | MMP with each electoral region normally electing 9 local MSPs (with exceptions to 3 regions) and 7 regional MSPs |
| المملكة المتحدة                               | انتخابات في ويلز ‏ - Senedd (Welsh Parliament)                                       |                                                                          | Compensatory                  | | Additional member system (AMS)                                     | |                      | شبه تناسبي             | 2                              | MMP with each electoral region normally electing 8 local MSs (with exceptions to 2 regions) and 4 regional MSs. Starting from 2026, the additional member system will effectively be replaced by closed-list proportional representation following the approval of Senedd Reform Bill. |
| المملكة المتحدة                               | Local elections in - لندن (هيئة لندن التشريعية)                                     |                                                                          | Compensatory                  | | Additional member system (AMS)                                     | |                      | شبه تناسبي             | 2                              | MMP with 14 constituencies each electing 1 local AM and 11 Londonwide AMs. |
| فنزويلا                                       | National Assembly                                                                   | 2020                                                                     | غير تعويضي                    | 1 (local districts), 400 (nationwide constituency) | تصويت موازي (التراكب)                                              | |                      | 2                      |                                | |
| انتخابات في زيمبابوي ‏                         | National Assembly                                                                   | 2018                                                                     | غير تعويضي                    | 1 (local districts), 10 (proportional constituencies) | التراكب                                                            | |                      | 1                      |                                | |